# 王星失蹤案
王星失踪案是指泰國時間2025年1月3日，中華人民共和國籍演員王星（藝名「星星」）遭電詐集團聯絡人「顏十六」以「到泰國从事拍攝工作」為由经泰国誘騙到緬甸電詐園區的案件。王星失聯後，其女友“嘉嘉”透過社群媒體發佈求助訊息，並積極聯繫相關單位。此事件引起中國影壇關注，多名演員發帖關注此事，促使中國駐泰國大使館、中國駐清邁總領事館以及泰國警方介入調查與搜救。
泰国首相佩通坦·欽那瓦1月7日上午11点40分在曼谷首相府接受媒体采访时确认，已经找到在泰缅边境失联的王星。1月11日，王星返回中国，「顏十六」則於25日到案回國。

## 背景
泰緬邊境地區，特別是湄索縣一帶，由於地理位置特殊，執法相對困難，長期以來是各種跨境犯罪活動的溫床。苗瓦迪則是位於緬甸境內，與泰國湄索縣隔河相望的一個邊境城鎮，2020年代來成為詐騙集團設立據點的熱點地區，許多不法分子在此設立詐騙園區，以高薪工作等名義誘騙各國人士前來，從事電信詐騙等非法活動，而當中最惡名昭彰的，就是KK園區。
王星（藝名「星星」，1993年11月13日—），時年31歲，是一名中国演員，畢業於上海大學電影學院，曾參演多部影視作品的配角角色，包括《葉問3》（2015年）、《90逅青春》（2016年）、《狐妖小紅娘月紅篇》（2024年）、《獵罪圖鑒II》（2024年）及《玫瑰的故事》（2024年）等。

## 失蹤

### 假冒選角訊息
2024年12月24日，王星便透過朋友介紹，加入一個名為「蘇南專業演員群」的聊天群。王星並非一線演員，但一直積極尋求演出機會。群組中一個名為「GMMGrammy 16」的帳號發佈選角訊息，王星遂在群裏添加謊稱來自泰國GMM Grammy公司的演員統籌「顏十六」，洽談試鏡事宜。12月26日，其女友嘉嘉幫他錄製試戲片段，隔日被告知試戲通過。12月30日，王星曾因對拍攝信息及地點存疑而表示拒絕，但被「顏十六」以無法更換演員為由說服，並在其確認出品公司有過其他作品，且想拓展海外機會後，最終決定前往泰國。

### 抵泰至失聯
泰國時間2025年1月2日晚上9點左右，王星從中國大陸上海浦東國際機場出發，至1月3日凌晨2點左右持中華人民共和國護照抵達曼谷素萬那普機場。凌晨3:40，王星乘坐一輛自稱是該泰國影視公司提供的灰色豐田Altis轎車，聲稱是去參加開機儀式，其從素萬那普機場出發，途經猜納府、甘烹碧府，於上午10:34分經過達府湄索縣。王星在途中一直與女友嘉嘉保持聯繫，並傳送定位訊息。至上午11點左右，王星失去聯繫，最後一次定位顯示在泰緬邊境。此後，王星被一輛灰色豐田Hilux Revo皮卡車接走。
警方調查發現，接走王星的灰色豐田Hilux Revo皮卡車，車主為泰國公民拉威。拉威向警方供稱，他接到一名緬甸克倫族軍人的指示，前往湄索縣的一家超市接應王星。這輛皮卡車並未通過泰緬邊境的泰緬友誼大橋第一號口岸。王星事後受訪時指出，他原本以為此行是以泰國作為前往第三國拍攝工作的中繼點，並不知道過河後已進入緬甸境內，直到被武裝人員強行帶上車輛，才意識到自己已跨越國界。

### 阿波羅園區
王星被電信詐騙集團挾持至位於苗瓦迪的小規模詐騙園區「阿波羅園區」。據《星島日報》報導指，緬東最大的人口販子輝煌鈺和「阿波羅園區」控制者金燦合作，輝煌鈺負責誘騙人口賣去「阿波羅園區」。星島引用人口販子群組內容，群組成員都是認為王星被輝煌鈺手下所誘騙。
王星表示，他所知的園區有三座大樓：「第一棟大樓」是被誘拐者的聚集點，這裡聚集了10名中國人，在其被分類到第二棟建築物之前是王星被拘留的地方;「第二棟大樓」是一個大型訓練中心，自己所在的大樓至少囚禁了50名中國人。在被囚期間，他被迫接受兩到三天的詐騙訓練，內容主要為文字詐騙，尚未觸及語音或電話詐騙技巧。他對此深感恐懼，擔憂若未能獲救，將被迫從事詐騙中國人的勾當；而他稱還有「第三棟大樓」，是他將會被送到被迫非法工作的地方，其稱這棟建築關押來自世界各地的受害者。在園區內，他被迫剃髮，且園區內所有被迫工作的人皆須如此。

### 求助當局
在王星於1月3日在泰緬邊境失蹤以後，其女友嘉嘉於11時54分向上海警方報案，但被上海警方告知，由於王星已在國外失踪，因此無權採取行動。其後嘉嘉先後聯絡中國駐泰國大使館及中國駐清邁總領事館，但他們回覆需要確認王星是否仍在泰國境內，而且需在泰國當地立案才能作出行動。接著嘉嘉致電泰國警方，但電話無法接通。
王星的弟弟王秦也到達上海兩間派出所報案，派出所回應稱王星失蹤的事需由上海市公安局作定奪，而決定時間「快的一週，慢的需要一個月」。中國駐泰國大使館及中國駐清邁總領事館最後建議嘉嘉直接前往湄索縣向當地警方報案。

### 網上求助
1月5日，嘉嘉在中國社群媒體微博賬戶「失眠爹地」上發佈求助信息，請求幫助找尋失蹤的男友。事件在網上曝光引起社群媒體和中國影壇的廣泛關注，包括舒淇、姚晨、龔俊、金晨、大鵬、馬天宇、趙一博和胡連馨等知名藝人和「大V」紛紛發帖聲援，「演員星星在泰緬邊境失聯」話題也成為微博熱搜首位。曾經與王星有類似經歷的藝人也聯絡王星的家屬，包括徐大久、范虎。徐大久接受《瀟湘晨報》訪問稱他曾被相同手法誘騙到泰國，但識穿之後安全返回中國：「他是第三批，當時我是第二批。我現在可以確定，他已經在妙瓦底。」，范虎則對《紅星新聞》稱，假劇組非常熟悉演員生態，「話術」專業，故事梗概、人物小傳一應俱全，在業內人士看來也相當逼真，片酬也與一般劇組的片酬相近，欺騙性相當高。但入住劇組準備的曼谷酒店後，范虎在社交平台上聯繫了該劇集的泰籍導演，並發送了「劇組」的相關資料，對方立即回覆稱「不是我，請提醒大家注意騙局！」，並反覆強調「不是我，請保護好你的自身安全」。

### 獲救
1月6日，嘉嘉抵達曼谷後，隨即前往中國駐泰國大使館及當地警局報案，正式立案調查王星失蹤案。此案引起泰國當局的高度關注。當晚，由泰國皇家陸軍與曼谷廣播電視有限公司合資經營的7HD頻道便在社群媒體上發佈消息，稱已尋獲王星。但是達府警察局長薩姆里特‧埃卡蒙少將在接受報導時宣稱，初步調查王星是自願前往緬甸，並未遭到綁架、威脅或強迫。
1月7日，經泰緬雙方及克倫族邊防部隊協商，王星於泰緬友誼大橋一號口岸被移交。克倫族邊防部隊指揮官索奇督上校及副指揮官孟溫中校負責此次移交，泰方則由包含國家警察總署督察長塔猜·皮坦拉布特（Thatchai Pitaneelabutr）中將在內的多個部門官員共同接收。據報導引述孟溫中校的說法，王星曾向他表示，他前往緬甸是為了到水溝谷探親。
王星自緬甸克倫族勢力範圍跨過泰缅友谊大桥到達對岸泰國達府湄索縣塔賽魯街道，其剃了光頭，穿白襯衫和短褲，並在達府移民檢查站接受訊問。王星在訊問中說出自己被電詐集團誘騙到電詐園區的經歷。國家警察總署督察長塔猜·皮坦拉布特中將表示，這一次營救王星是中泰合作所得的結果。王星於當晚上7時抵達廊曼國際機場，其頭戴黑色遮面的帽子，王星用英語對泰國當局的營救表示感謝。在泰方人士的提醒下，王星再用普通話重述一遍，及被提醒要強調「還想回到泰國」、「泰國很安全」。10時，王星轉送至廊曼國家受害者分類和轉介中心，泰國皇家軍隊副司令塔尼特·泰瓦卡拉馬斯（Thanit Thaiwatcharamas）少將參與審查和分類程序。

## 時序
| 時間           | 事件 | 來源           |
| 2024年12月24日 | 2024年12月24日 | 2024年12月24日 |
| -------------- | --- | -------------- |
| ／             | 一名謊稱是泰國GMM Grammy公司演員統籌的人口販賣集團成員「顏十六」在群組接觸王星，洽談試鏡事宜。                                                                               | [ 9 ]          |
| 2024年12月26日 | |                |
| ／             | 王星女友嘉嘉幫他錄製試鏡片段。 | [ 10 ]         |
| 2024年12月28日 | |                |
| ／             | 「顏十六」告知王星試戲通過。 | [ 10 ]         |
| 2024年12月30日 | |                |
| ／             | 王星曾因對拍攝信息及地點存疑而表示拒絕，但被「顏十六」以無法更換演員為由說服。                                                                                               | [ 10 ]         |
| 2025年1月2日   | |                |
| 21:00          | 王星從中國上海浦東國際機場出發前往泰國。 | [ 9 ]          |
| 2025年1月3日   | |                |
| 02:00          | 王星抵達曼谷素萬那普機場。 | [ 9 ]          |
| 03:40          | 王星從素萬那普機場出發，乘坐一輛灰色豐田Altis轎車，車牌號為8กณ 5877 กทม，車輛登記所有人為T.K.Y. Leasing有限公司。                                                            | [ 9 ]          |
| 07:00          | 高速公路警察的攝影機拍到載著王星的車輛抵達猜納府。 | [ 9 ]          |
| 09:00          | 同一輛車經過甘烹碧府。 | [ 10 ]         |
| 10:00          | 同一輛車經過達府湄索縣的檢查站。 | [ 9 ]          |
| 11:00          | 王星與女友嘉嘉失去聯繫。在此之前，他們一直保持聯繫，王星還傳送最後的定位訊息，顯示他位於湄索邊境附近。                                                                       | [ 9 ]          |
| 11:00後        | 王星被押送至苗瓦迪電詐園區「阿波羅園區」 | [ 11 ]         |
| 11:54          | 嘉嘉先後聯絡上海警方、中國駐泰國大使館及中國駐清邁總領事館求助。 | [ 9 ]          |
| 2025年1月5日   | |                |
| ／             | 嘉嘉向社群媒體求助，獲社群媒體和中國影壇的廣泛關注。 | [ 9 ] [ 10 ]   |
| 2025年1月6日   | |                |
| ／             | 嘉嘉抵達泰國，向中國駐泰國大使館及素萬那普警局報案 | [ 9 ] [ 10 ]   |
| ／             | 中國大使館協調湄索警局傳喚接送王星的司機進行訊問。 | [ 9 ]          |
| 2025年1月7日   | |                |
| 12:50          | 緬甸克倫族邊防部隊稱在水溝谷找到王星，並聲稱王星因「探親」由泰國越境到緬甸。                                                                                                 | [ 9 ]          |
| 14:00前        | 克倫族邊防部隊將王星移交泰方。 | [ 21 ]         |
| 19:00          | 王星抵達廊曼國際機場。 | [ 13 ]         |
| 21:00          | 王星轉送至廊曼國家受害者分類和轉介中心。 | [ 25 ]         |
|                | 2025年1月8日 |                |
| ／             | 泰国国家警察总署督察长塔查猜接受泰媒采访表示，经初步调查确认中国籍男演员王星为人口贩运受害者，后续计划在1至2天内将其送回中国。                                               | [ 26 ]         |
|                | 2025年1月9日 |                |
| ／             | 泰国总理佩通坦在普吉视察工作时接受媒体采访，表示泰国需要防范将本国作为中转站进行犯罪的问题。他强调，王星失联事件发生后，泰国将加强并完善相关法律法规，严厉打击相关犯罪活动。 | [ 26 ]         |
|                | 2025年1月10日 |                |
| ／             | 据央视记者消息，王星将于10日晚间乘坐上海航空FM840航班返回中国。 | [ 27 ]         |
|                | 2025年1月11日（北京时间） |                |
| 00:55          | 王星所乘坐的FM840航班抵达上海浦东国际机场。 | [ 28 ]         |
| 03:56          | 王星在微博上发文表示已平安回国。 | [ 28 ]         |

## 後續

### 「顏十六」
據《南方週末》報導，針對王星失蹤案中透過微信群組誘騙的「顏十六」進行調查後發現，近期有十餘名演員受邀前往泰國工作，其中九人由「顏十六」與「崇明堂」招募。報導指出，此二人具有演藝圈背景，但尚無法確定是否為本人行騙，或其帳號遭境外組織利用。
多名演員反映，自2024年12月起，「顏十六」與「崇明堂」於多個演員群組內發布招募訊息，內容卻不斷變更。「顏十六」本名顏文磊，曾任多個劇組職務；「崇明堂」本名楊澤琪，為河北省保定人。兩人曾於群組內發布項目資訊圖，自稱藝人總監、演員統籌，但相關資訊真實性不明。顏文磊聲稱其微信帳號遭盜用，否認與本案有關；楊澤琪的朋友李菲則表示，楊澤琪赴泰後態度轉趨冷淡，不再回覆微信訊息。據《香港01》報導，楊澤琪的家屬於1月8日晚間在微博發佈求助訊息，表示楊澤琪自去年12月起在泰緬邊境失聯，其失蹤經過跟王星失蹤案高度相似。
2025年1月25日，“颜十六”到案回国。

### 逮捕
「阿波羅園區」控制者金灿最終被抓获并被关押。中國方面後來表示，中泰警方联手抓获12名中國境内外犯罪嫌疑人。2月14日，据媒体报道，拐卖王星的团伙成员均已被捕。而涉嫌拐卖王星的十名中国诈骗团伙成员也已被遣返中国。

## 影響
王星失蹤案不僅受到中國輿論的高度關注，也對民众前往泰國旅遊的意愿產生了影響和擔憂，一些人因此取消原定前往泰國的行程。
受此案所带来的影响，原定2025年2月22日舉辦的《陳奕迅 Fear and Dreams世界巡迴演唱會》曼谷站宣佈取消。據《明報》报道，中國网络社群平台上流傳數張截圖，其中自稱詐騙園區员工的人称園區經理計畫诱骗、绑架来泰观众至詐騙園區。赵本山团队原定于2月22日在曼谷举行的演出也因“不可抗力和安全问题”宣布延期，门票全额退款。

## 反應

### 泰國
泰国总理佩通坦·欽那瓦表示，當局將採取適當措施妥善處置此事，確保泰國旅遊業不受影響。
2025年2月5日，泰國政府為打擊跨境電信詐騙，正式切斷了泰緬邊境五個對緬甸地區的電力、燃油和互聯網供應。這些措施旨在遏制緬甸境內的電信詐騙活動，特別是位於緬甸克倫邦妙瓦底地區的詐騙中心。

### 中國大陸

#### 政府
1月7日，外交部發言人郭嘉昆指出，駐外使領館已接獲當事人親屬的求助，並與其保持密切聯繫，正積極核實情況並展開相關工作。中方將持續關注事件發展，並指導駐外使領館妥善處理後續事宜。同日，中國廣播電視社會組織聯合會演員委員會亦在其微信公眾號平台上發佈聲明，指出已注意到「有多名演員被疑似詐騙組織以拍攝影視劇等工作為由騙至境外」，導致其「人身和財產安全受到極大損害」。
1月10日，公安部新聞發言人張明在新聞發佈會上表示，中國將全面展開國際執法合作，針對境外詐騙集團據點「堅持不懈盯著打、追著打」，務求徹底摧毀這些據點，並通緝重大詐欺案的逃犯。
1月11日，在王星返回中国后，中国驻泰国大使馆发布文章，提醒来泰中国公民切勿轻信“高薪招聘”陷阱，同时提醒入境泰国的中国公民如需在当地工作需提前办妥相应签证，免签入境的中国公民不得在泰国从事非法务工等活动。

#### 嘉嘉及王星
在王星獲救後，嘉嘉於其微博發文表示，感謝官方媒體及上級領導的重視，並稱已透過媒體報導得知王星的消息。她提到已與中國駐泰國大使館人員電話溝通，得知使館正與警方積極交涉以推動救援進度，並承諾將於第一時間同步最新消息。嘉嘉強調作為王星女友，比任何人都希望能盡快與他團聚，並表示在見到王星本人前不會鬆懈。她同時呼籲大眾保護當事人隱私，減少相關肖像傳播，以避免造成二次傷害，並期盼與王星順利重逢。
王星於1月11日凌晨0時55分左右搭乘飛機返回中國，抵達上海浦東國際機場。記者訪問同機乘客和機場工作人員稱，王星乘坐的航班停靠於遠端停機位，並在相關部門人員陪同下優先辦理報關及出關手續後離開機場。凌晨3時56分，王星於微博發文報平安，文中他感謝中國政府、中國駐泰、駐緬大使館、中泰警方等執法部門，以及他的女朋友，並以「love can fight everything」作結。

## 评论
《环球时报》前总编辑胡锡进在评论事件时指出，在中国严格实施手机实名制的大背景下，缅北诈骗集团仍能将SIM卡偷运出境，并通过注册认证，最终流入中国国内通信网络，并用虚拟号码隐身。他认为中国移动等通信运营商必须就此进行公开回应。

## 相关案件

### 已立案
在王星获救后，有400余名家属在互助群内填写了亲人失踪求助的信息。被爆失联的有模特杨泽琪（自2024年12月20日，由保定公安立案）、灯光师“小孙”（自2024年12月11日，横店公安称在调查中）、演员何俊旻（自2025年1月3日）等人。中华人民共和国公安部于1月17日发布的案情披露介绍，孫某強、杨泽琪、吳某琪、林某玲、許某寧等人已獲救，并称網上近期曝光的多宗境外失聯案件来自同一个犯罪集團。

### 许好宁、林美玲绑架案
许好宁和林美玲在2024年12月27日于泰国被绑架至缅甸境内，2025年1月9日，中国驻缅甸大使馆收到求助信息，1月10日，她们被解救，回到中国。